# داناپور، بیهار
داناپور (به انگلیسی: Danapur؛ به هندی: दानापुर) یک شهر اقماری پتنه (پاتنا) در ایالت بیهار هند است. جمعیت این شهر در سرشماری سال ۲۰۱۱ هند ۱۸۲۲۴۱ نفر بوده‌است و بخشی از منطقه شهری پتنه به‌شمار می‌رود.
این منطقه مسکونی در سال ۱۸۸۷ به عنوان یک شهرداری شناخته شد. و شورای شهرداری با نام نگر پریشاد داناپور نظامات در سال ۱۸۸۹ تأسیس شد.
داناپور بخشی از حوزه انتخابیه ویدان سبها، داناپور و (حوزه انتخابیه لوک سبها، پاتالی پوترا است و ستاد زیرمنطقه بیهار و جارکند در کانتون ارتش در اینجا واقع شده‌است.
در سال ۲۰۱۸، شرکت توسعه جاده ایالتی بیهار (BSRDCL) کار ساخت جاده ای به طول ۱۰٫۶ کیلومتر را در امتداد خاکریز غربی کانال دیغا-داناپور به پایان رساند. این جاده همچنین از زیر ۱۲٫۲۷ کیلومتر جاده مرتفع Digha-AIMS (مسیر پاتلی) می‌گذرد که NH-98 را در نزدیکی AIIMS Patna به Digha (در مسیر Loknayak Ganga در Patna) متصل می‌کند.
داناپور همچنین پناهگاه و تولید نسل درناهای سیبری است که در زبان محلی به آنها جانگیل می‌گویند. آنها همه ساله در فصل باران‌های موسمی برای زادآوری از این مکان دیدن می‌کنند و قبل از شروع فصل زمستان این مکان را ترک می‌کنند.

## جغرافیا
داناپور در ساحل رود گنگ واقع شده‌است.
بر اساس طرح توسعه شهر برای داناپور، مساحت این شهر ۱۱٫۶۳ کیلومتر مربع است و به ۴۰ بخش تقسیم شده‌است.

## مکان‌های دیدنی
قات فلگستاف در رودخانه گنگ در داناپور، پتنه، ۱۸۵۹ یکی از قدیمی‌ترین قات‌ها است.
گوردوارا هندی صاحب، آرامگاه گورو تیغ بهادر، زیارتگاه سیک‌ها است. معبد ناولاخا و بناهای تاریخی مختلف دوران حکومت بریتانیا نیز از دیگر مکان‌های دیدنی داناپور است.

## نگارخانه

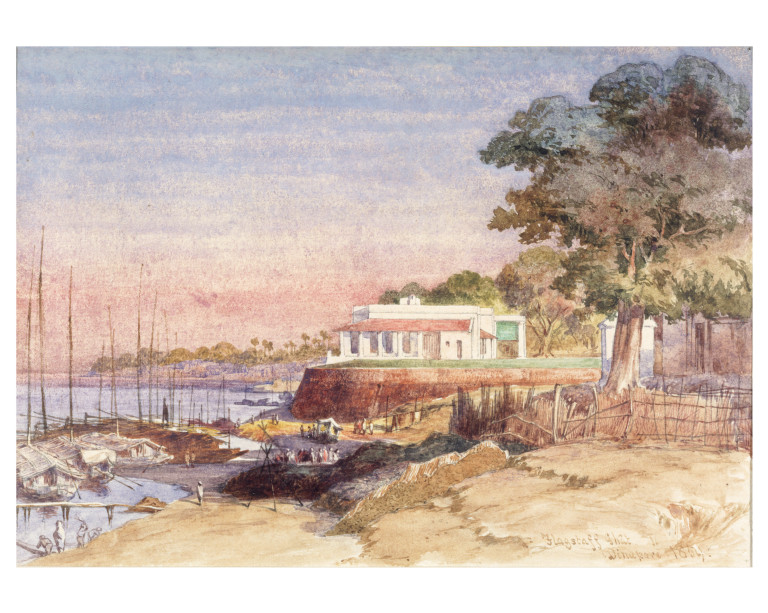
فلگستاف قات در سال ۱۸۵۹
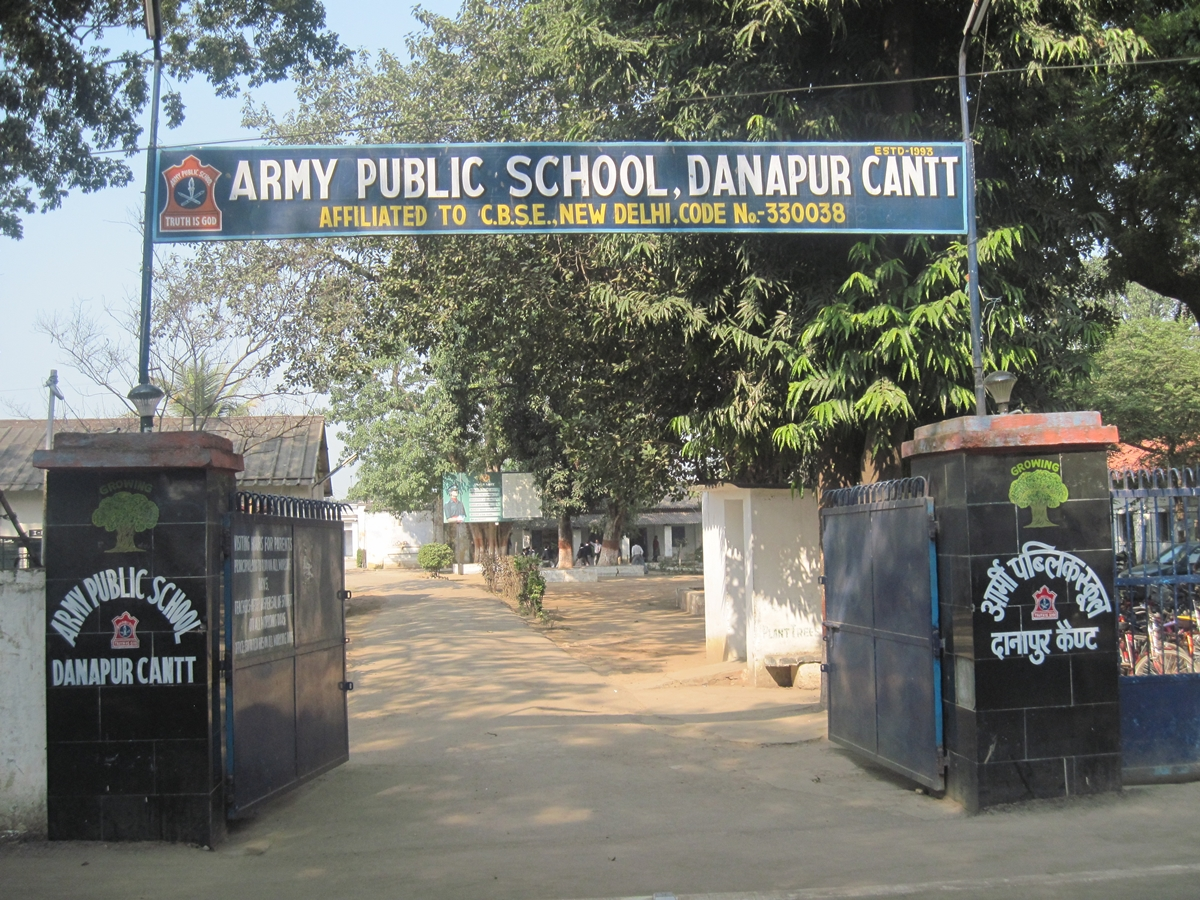
ورودی مدرسه ارتش مدرسه داناپور کانت
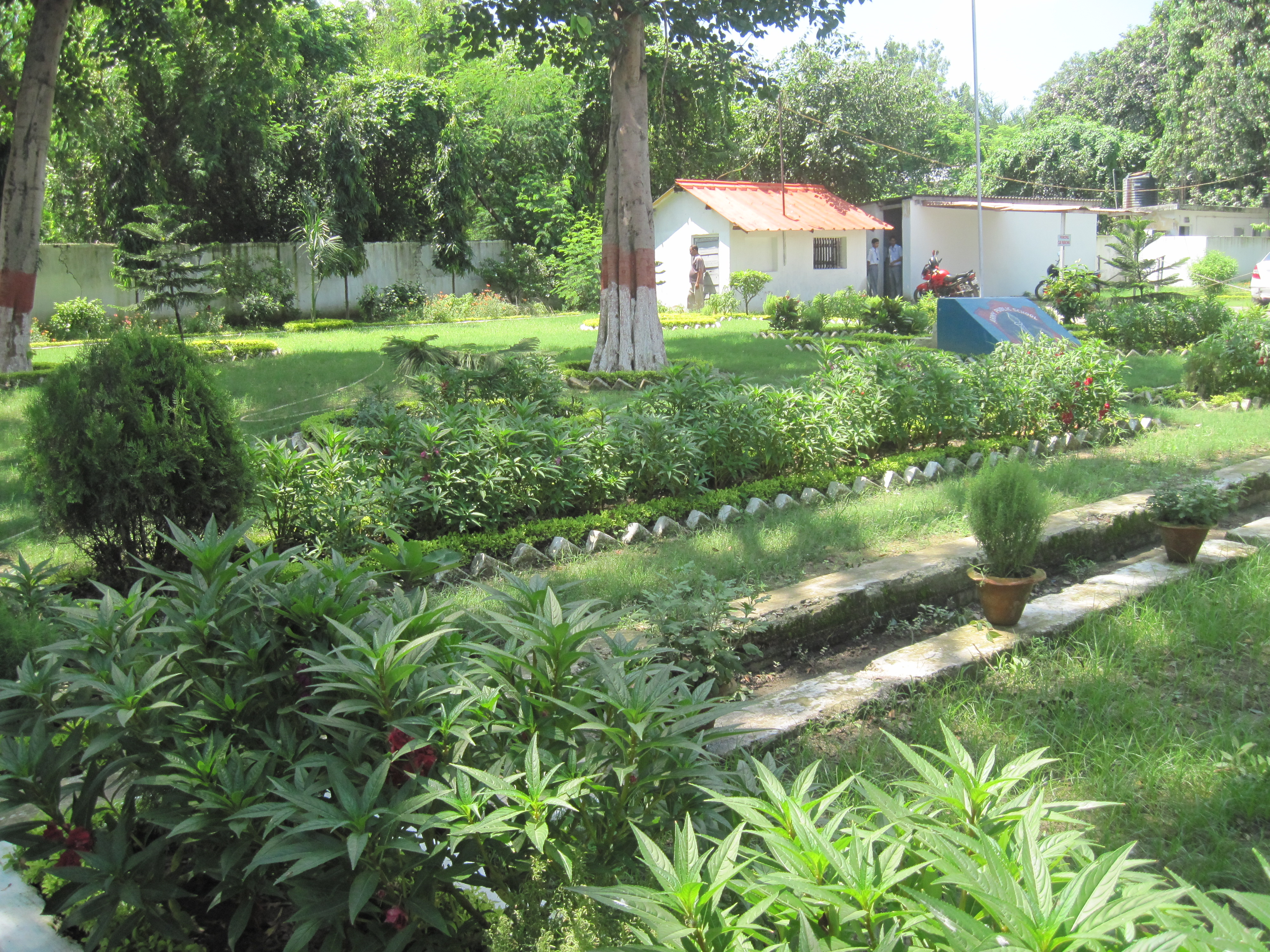
باغ مدرسه دولتی مدرسه ارتش، داناپور
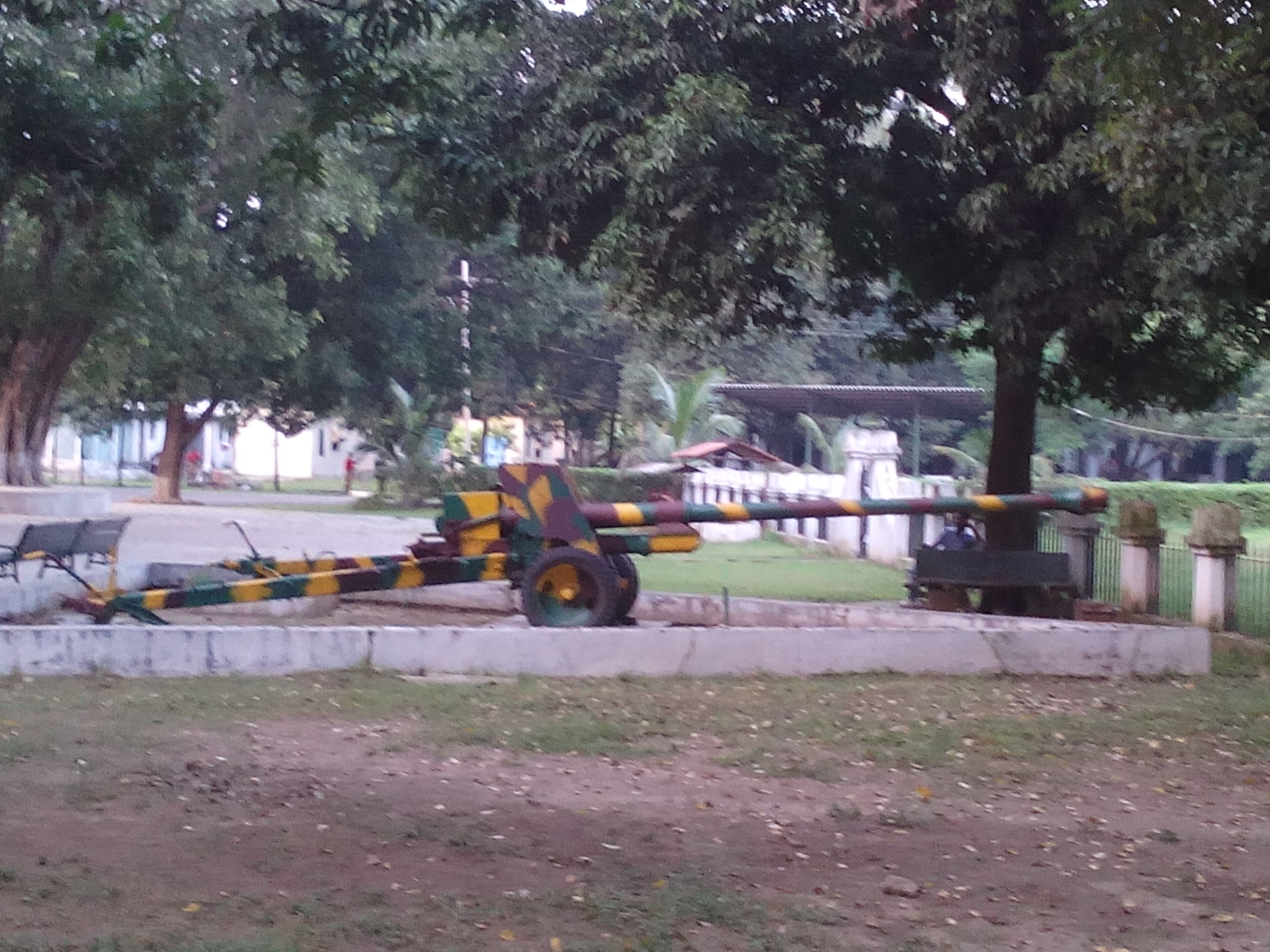
کانتون داناپور
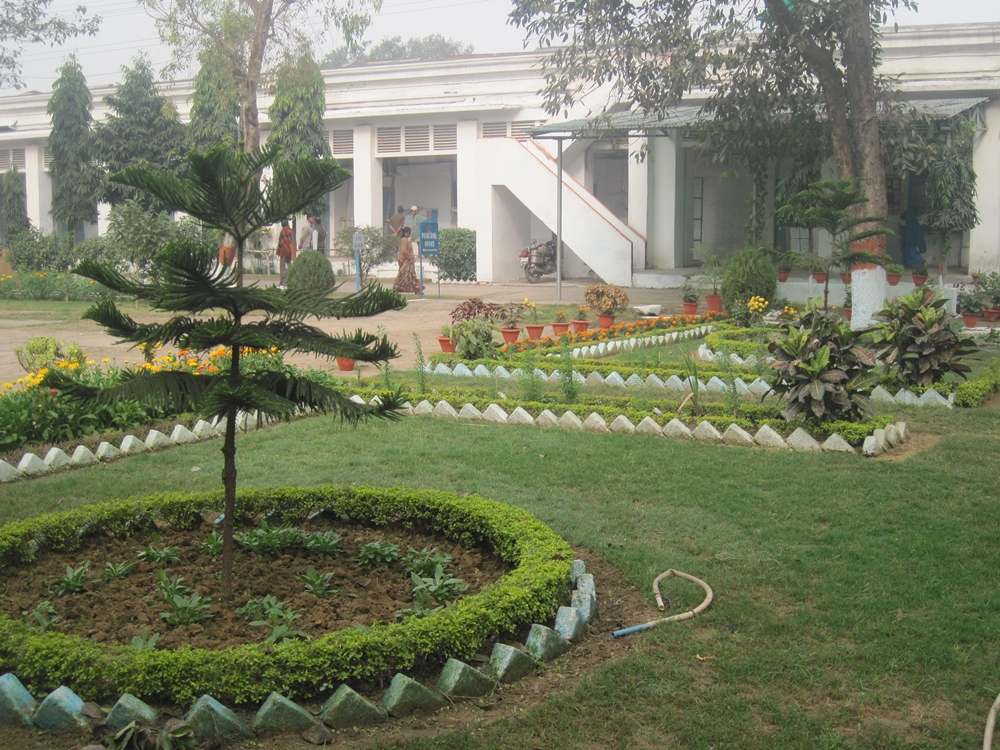
ساختمان مدرسه دولتی ارتش، داناپور کنت
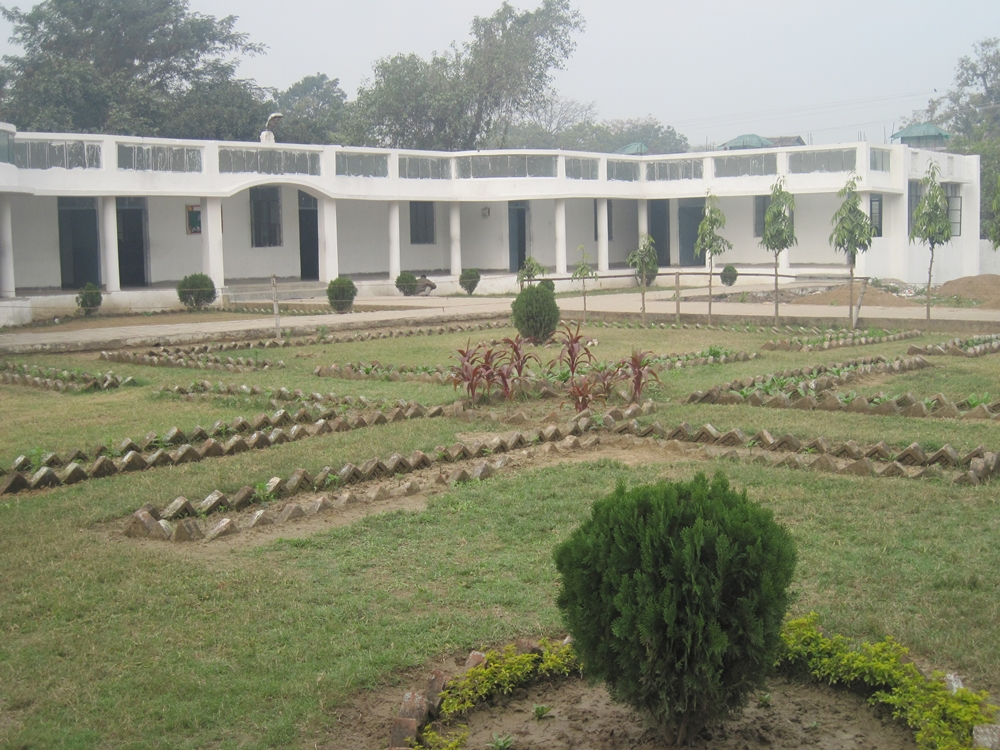
ساختمان مدرسه دولتی ارتش، داناپور کنت